# Троицкий, Всеволод Сергеевич
Всеволод Сергеевич Троицкий (12 (25) марта 1913, село Михайловское (ныне Богородицкого района Тульской области) — 5 июня 1996, Нижний Новгород) — советский учёный в области радиофизики и радиоастрономии, автор работ по дистанционному зондированию Луны и других небесных тел, профессор и заведующий кафедрой радиотехники Горьковского государственного университета, член-корреспондент АН СССР (1970). Лауреат премии им. Попова (1974) за цикл исследований «Радиоизлучения Луны».

## Биография
В 1918 году семья переехала в Нижегородскую губернию — село Зелецино, куда директором паточного завода назначили его отца. В 1920 году отец умер от тифа.
С 1925 года семья жила в Горьком.
В 1930 году окончил школу-девятилетку, в 1932 году — техникум связи. В 1932—1936 годах работал в Центральной военно-индустриальной радиолаборатории — сначала лаборантом, затем инженером. В 1936 году поступил на физико-математический факультет Горьковского государственного университета, который окончил с отличием в 1941 году. В 1945 году В. С. Троицкий поступил в аспирантуру и в 1950 защитил кандидатскую диссертацию под руководством Г. С. Горелика (это была первая в стране диссертация по радиоастрономии).
С 1956 года работал в Научно-исследовательском радиофизическом институте (НИРФИ) в Горьком (Нижний Новгород) и руководил созданием первых советских радиометров и радиотелескопов. В результате разработки и использования оригинальных радиотелескопов и прецизионного метода измерения слабых сигналов — метода «искусственной Луны» — получил наиболее точные данные о спектре радиоизлучения Луны в широком диапазоне длин волн, о его зависимости от фазы луны и затмений. Создал детальную теорию радиоизлучения Луны и предложил методы изучения свойств и структуры её поверхностного слоя.
Исследования Троицкого позволили определить физические свойства и тепловой режим слоя лунного вещества толщиной до пятидесяти метров, твердопористый характер его структуры. Впервые было доказано существование горячих недр Луны на основании обнаруженного и измеренного теплового потока из её глубин. Последний результат был зарегистрирован в СССР в 1962 году как открытие (авторы В. С. Троицкий и В. Д. Кротиков).

«Коллеги Всеволода Сергеевича часто и с неизменным восхищением рассказывают легендарную историю, как в Москве на совещании, возглавляемым С. П. Королёвым, которое проходило в здании Совета Министров, жёстко встал вопрос о характеристиках лунного грунта, необходимых для конструирования лунохода. Столкнулись две точки зрения: первая, что Луна покрыта мощным слоем рыхлой космической пыли; вторая, что поверхность Луны твёрдая. С. П. Королёв должен был принять решение, а дискуссия не прекращалась. Сергей Павлович нашёл оригинальное организационное решение: пустил среди участников лист бумаги, разделённый на две части. Нужно было подписаться (для истории) под одной из точек зрения. И на листе появилась только одна подпись В. С. Троицкого. После этого С. П. Королёв поставил свою резолюцию: „Луна твёрдая!“» (Г. А. Каржина, 2005, «Некоторые аспекты жизни и творчества В. С. Троицкого»).

В 1962 году В. С. Троицкому была присуждёна учёная степень доктора физико-математических наук; в 1964 году он стал профессором; в 1970 году — членом-корреспондентом Академии наук СССР.
В 1980 году он предложил метод диагностики злокачественных новообразований у человека по их усиленному тепловому радиоизлучению.
Расхождения наблюдательных следствий общепринятой релятивистской космологической модели с результатами экспериментов привели его к мысли, что закон Хаббла является следствием «старения» фотонов, а не всеобщего расширения Вселенной.
Похоронен на Бугровском кладбище Нижнего Новгорода.